# 潛水者號潛艇 (1895年)
潛水者號潛艇（USS Plunger）又稱為霍蘭五號（Holland V），是美國海軍建造的實驗潛艇，1895年訂購，1897年下水，但從未服役。該潛艇與後來的潛水者號（USS Plunger (SS-2)）不同 ，後者又名A-1，為潛水者級潛艇的級首艦，在1903年到1913年期間於海軍服役。

## 背景
1893年3月3日，美國國會授權為美國海軍建造第一艘「潛水魚雷艇」。發明家和潛艇先驅「約翰·菲利普·霍蘭」（John Philip Holland）在1895年海軍的設計競爭中勝出，其設計的潛艇是以蒸汽引擎驅動。海軍訂購了霍蘭的設計，並於1895年3月13日將其建造合同授予霍蘭的公司「霍蘭魚雷艇公司」。在建造潛水者號的過程中，霍蘭得出結論，蒸汽動力永不適用於潛艇，他放棄建造潛水者號，並親自出資轉而建造由汽油引擎驅動的霍蘭六號（Holland VI ）。因此，海軍在1900年4月取消了潛水者號的建造合同；所支付的錢被轉而購買其接替者「潛水者號潛艇」（USS Plunger SS-2/A-1）。同月，海軍買下霍蘭六號，並在1900年11月將其作為海軍的第一艘潛艇投入使用，稱之為霍蘭號（USS Holland (SS-1)）。

## 實驗用的潛水者號
潛水者號潛艇是一艘實驗潛艇，又名霍蘭五號（Holland V），美國海軍在1898年至1900年間對其使用價值進行評估。它是愛爾蘭的工程師和發明家霍蘭所設計和建造的第五艘潛艇。重149英噸，採蒸汽動力，其設計於1893年10月獲得認可 ，並根據1895年3月發佈的美國海軍契约建造。 該潛艇的特點包括三個螺旋槳、一個蒸汽引擎裝置、一個可伸縮的煙囪、便於操縱的推進器、一個投影描繪器（一種用作潛望鏡的光學裝置）和兩個魚雷發射管。
潛水者號潛艇建造於馬里蘭州巴爾的摩的哥倫比亞鋼鐵廠，於1897年8月7日下水，海軍在1898年進行了塢中試俥（dock trials）。潛水者號複雜的蒸汽動力裝置被證明對潛艇來說是不切實際的，因此該艇未被海軍接受服役。海軍在1899年7月考慮以新引擎重建「潛水者號」，但後來否決。1900年，霍蘭和海軍之間的合同被取消，已經投入的資金被用於購買一艘新的潛艇，該潛艇成為「潛水者號潛艇」（USS Plunger SS-2）。最初的「潛水者號」則被霍蘭魚雷艇公司保存在其位於紐約長島新薩福克的設施中，從未被使用，到1917年被報廢。
霍蘭將潛水者號的經驗用於霍蘭六號（Holland VI ）設計上，霍蘭六號後來被海軍接受並開始服役，稱作霍蘭號（USS Holland ） 。潛水者號（Plunger）這名稱被赋予了美國海軍第一個多艦級潛艇的級首艦。

## 筆記
1. ↑  Gardiner and Gray, p. 127.
2. ↑  Bauer and Roberts, p. 253
3. ↑  New York Times. October 15, 1893.
4. ↑  .   [2022-05-17]. （原始内容存档于2022-05-26）.
5. ↑  New York Times. July 26, 1899.